# Якобсон, Вальфрид
Вальфрид Оттомар Эмиль Якобсон (нем. Valfried Ottomar Emil Jakobson; 26 мая 1895, Дерпт — 3 июня 1980, Таллин) — эстонский дирижёр. Брат певицы Маде Пятс.
Отец, Эдуард Якобсон, работал столяром и играл в оркестре любительской труппы под руководством Аугуста Вийры, мать, Альвина Якобсон, пела в хоре той же труппы.
В 1914—1918 гг. учился в Петроградской консерватории в классе трубы Александра Гордона. В 1919—1921 гг. руководил военным оркестром в Пярну, в 1921—1923 гг. учитель музыки в Тюри. Затем перебрался в Таллин, преподавал, одновременно в 1928 г. окончил Таллинскую консерваторию по классу композиции Артура Каппа. В 1927—1938 гг. музыкальный консультант Эстонского драматического театра, в 1939—1956 гг. (с перерывами) работал на Таллинской киностудии как звукорежиссёр и музыкальный редактор кинохроники. В 1944—1945 и 1946—1950 гг. преподавал дирижирование в Таллинской консерватории (в перерыве находился в заключении); среди учеников — Эрих Кылар.
Автор музыки к пьесе А. Х. Таммсааре «Юдифь» (1939, постановка Эстонского драматического театра).